# Fritz Birnbaum
Fritz Birnbaum (10 de agosto de 1912 - 13 de julho de 2006) foi um oficial alemão que serviu durante a Segunda Guerra Mundial. Foi condecorado com a Cruz de Cavaleiro da Cruz de Ferro.

## Carreira militar

### Patentes
| Feldwebel     | 16.06.1941 |
| Oberfeldwebel | 09.08.1942 |
| Oberfähnrich  | 18.10.1944 |
| Leutnant      | ???        |
| Oberleutnant  | ???        |

## Condecorações
| Cruz de Ferro 2ª Classe                                  |
| Cruz de Ferro 1ª Classe                                  |
| Cruz de Cavaleiro da Cruz de Ferro 19 de outubro de 1944 |